# KOI-898
KOI-898 — звезда в созвездии Лиры. Вокруг звезды обращаются, как минимум, три планеты.

## Характеристики
KOI-898 представляет собой оранжевый карлик, примерно вдвое меньше по размерам, чем Солнце. Впервые в астрономической литературе упоминается в каталоге 2MASS, опубликованном в 2003 году. Масса звезды равна 0,66 солнечной, а радиус — 0,61 солнечного. Температура поверхности звезды составляет приблизительно 4648 кельвинов.